# 나라 없는 민족
나라 없는 민족(stateless nation)은 자신만의 국가를 소유하지 않는 민족이면서 현재의 국민 국가의 대부분의 인구를 차지하지 않는 민족을 가리킨다. "나라 없는"이라는 용어는 이러한 나라를 소유하고 있어야 하는 그룹을 의미한다. 나라 없는 민족의 구성원들은 이들이 살고 있는 국가의 시민일 수 있고 해당 국가의 시민권 부여가 거부된 경우일 수도 있다. 나라 없는 민족은 일반적으로 국제 스포츠나 유엔 등 국제 단체에서 대표되지 않는다. 나라 없는 민족은 제4세계 국가로 분류된다. 나라 없는 민족 중 일부는 국가의 지위를 가진 역사가 있는 반면, 일부는 항상 나라 없는 민족이었으며 다른 국가의 지배를 받았다.

## 같이 보기
- 민족주의
- 유럽 지방 언어·소수 언어 헌장
- 분리 독립 운동 목록
- 다민족 국가
- 자결권
- 주권
- 무국적
- 대표 없는 국가 민족 기구

## 참고 문헌
- Keating, Michael (2001), 《Nations Against the State: The New Politics of Nationalism in Quebec, Catalonia and Scotland》 Seco판, Palgrave
- Levinson, David, 편집. (1998), 《Ethnic Groups Worldwide: A Ready Reference Handbook》, Phoenix, AZ: The Oryx Press, ISBN 978-1-57356-019-1
- Minahan, James, 편집. (2002), 《Encyclopedia of the Stateless Nations: Ethnic and National Groups Around the World》, Westport: Greenwood Press, ISBN 978-0-313-31617-3, 2010년 8월 3일에 원본 문서에서 보존된 문서, 2020년 3월 27일에 확인함
- Bodlore-Penlaez, Mikael, 편집. (2011), 《Atlas of Stateless Nations in Europe, minority peoples in search of recognition》, Ceredigion: Y Lolfa, ISBN 978-1-84771-379-7